# Troy (Toverland)
Pour les articles homonymes, voir Troy (homonymie).
Troy est un parcours de montagnes russes en bois de type twister situé dans le parc Toverland aux Pays-Bas. 

Après huit mois de construction, l'attraction a été inaugurée le 30 mai et 1er juin 2007. Son ouverture a été retardée d'une semaine à cause d'un incident survenu le 5 mars 2007 : alors que le chantier était déjà bien avancé (à une hauteur de 20 mètres), la structure a été ébranlée par une rafale de vent importante.
L'attraction s'inspire pour son thème du mythe du cheval de Troie.

## Galerie

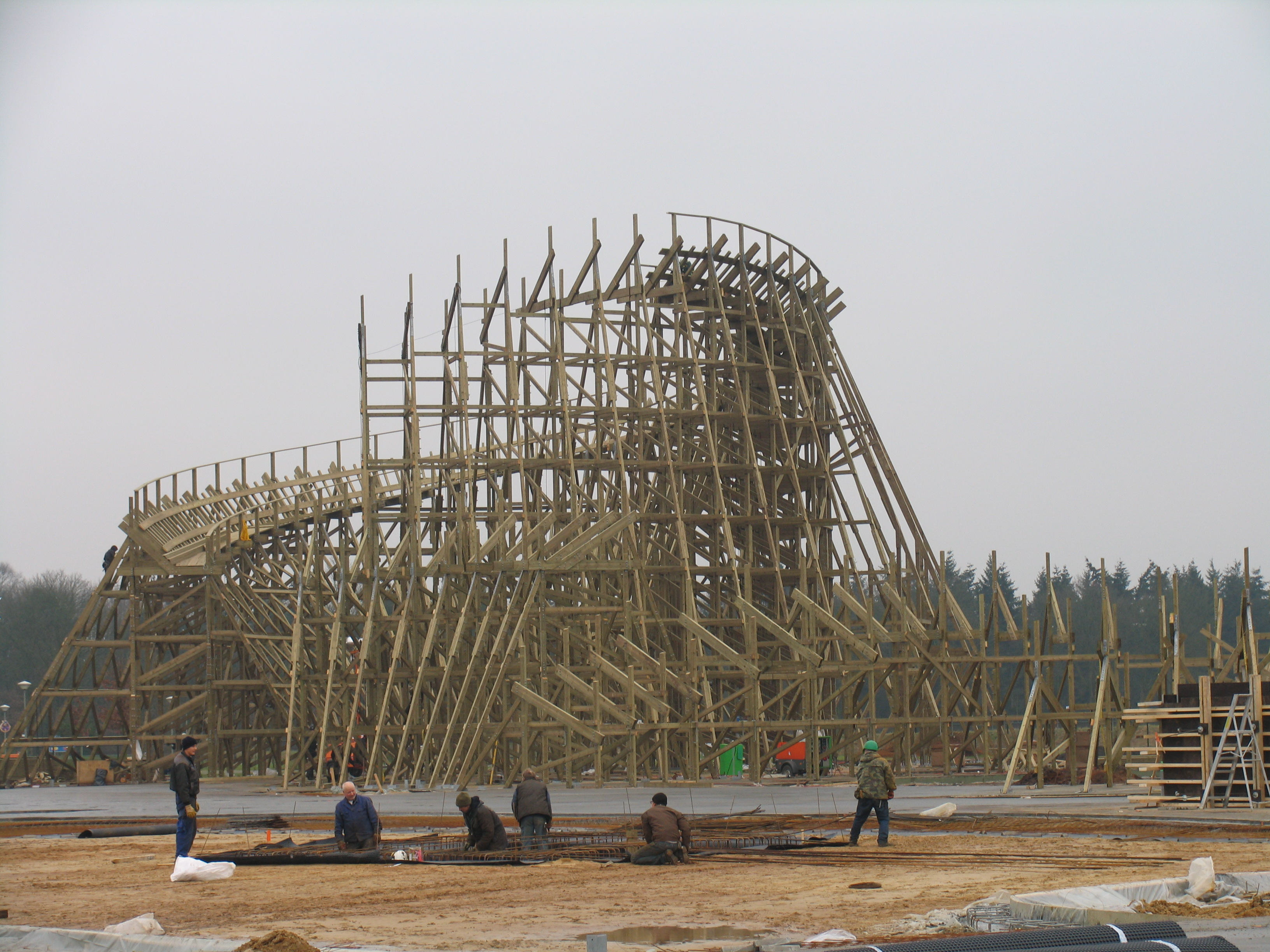
Pendant sa construction.
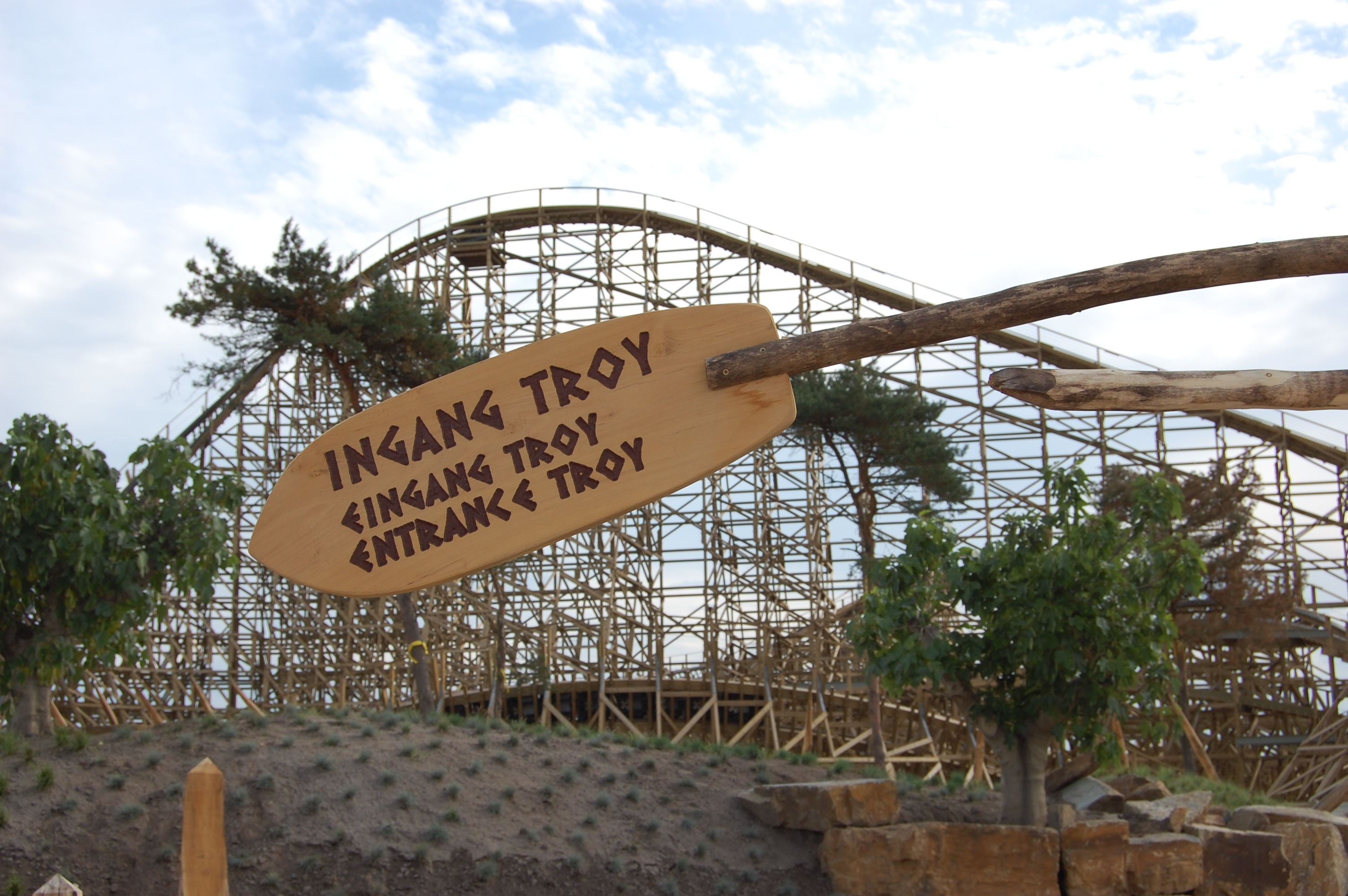
Panneau d'entrée.
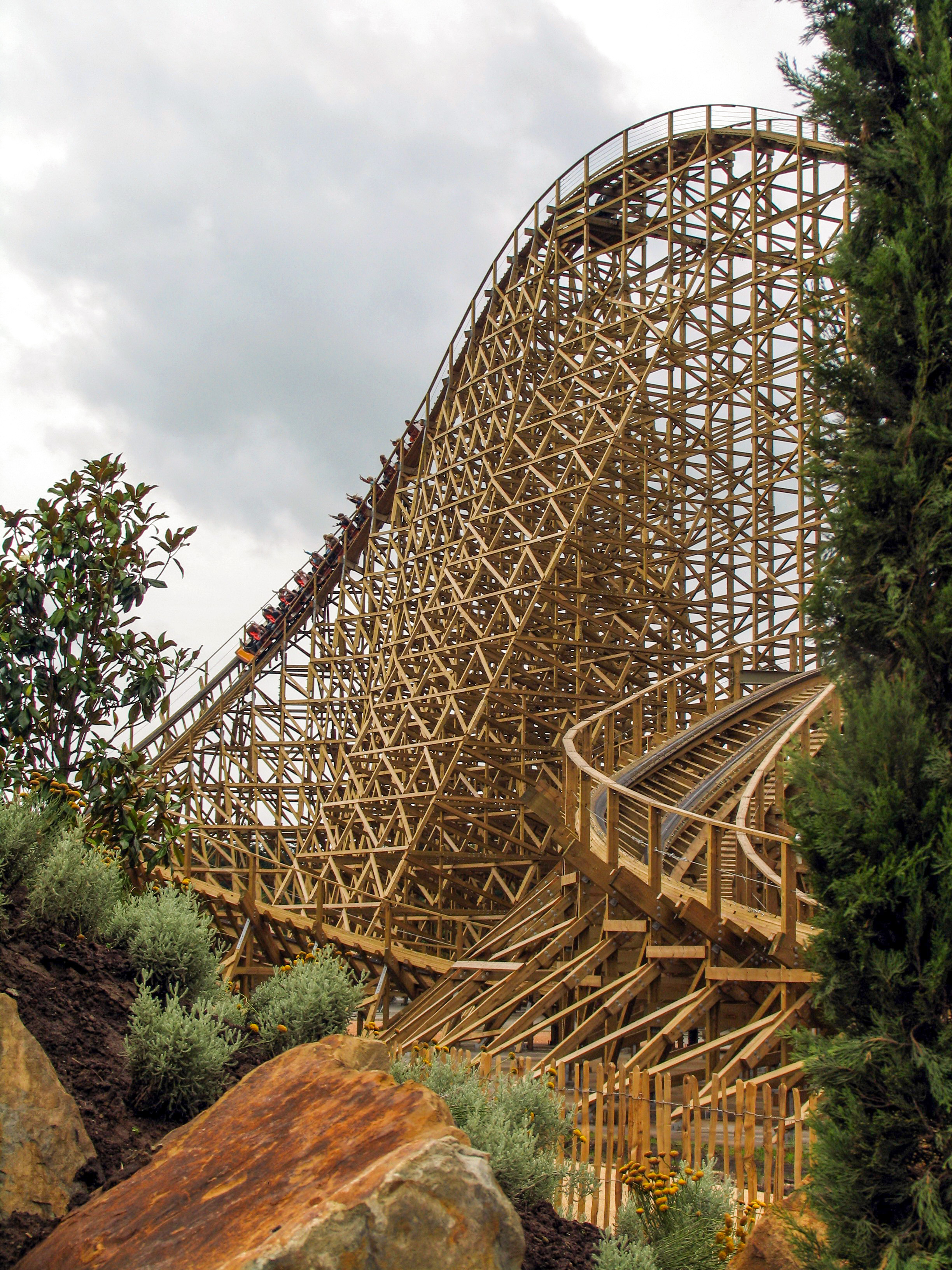
Première descente.
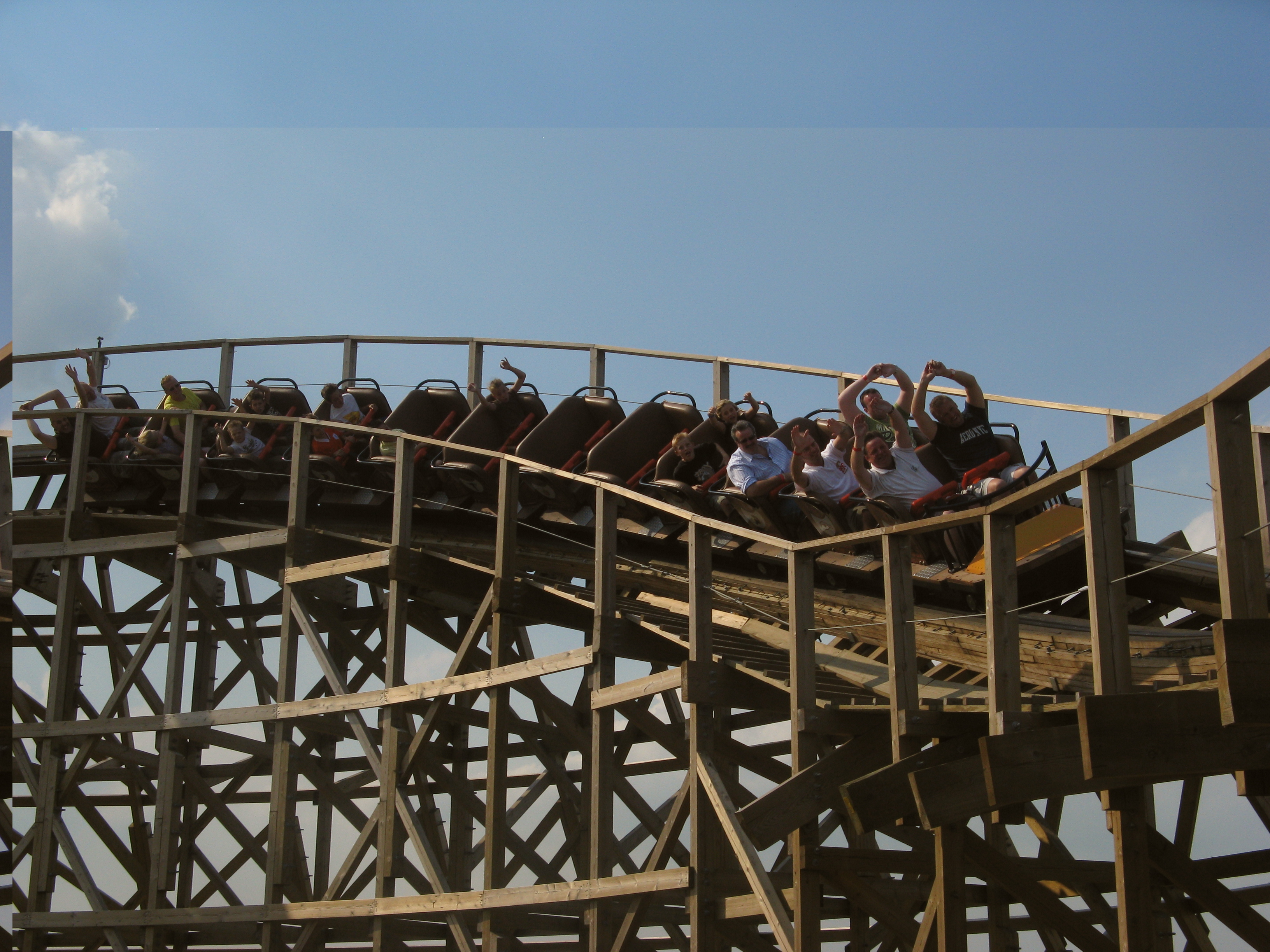
Train sur le parcours.